# Racław (województwo lubuskie)
Racław – wieś w Polsce położona w województwie lubuskim, w powiecie gorzowskim, w gminie Bogdaniec. Według danych z 2011 r. liczyła 330 mieszkańców. Miejscowość istniała już pod koniec XIII w. i znajdowała się na terytorium Nowej Marchii. Od 1300 r. należała do dóbr zakonu cystersów w Mironicach, następnie była w posiadaniu m.in. rodów von Wedel, von der Marwitz, po czym przeszła w 1674 r. na własność domeny państwowej w Mironicach. Od 1945 leży w granicach Polski.
W latach 1975–1998 miejscowość należała administracyjnie do województwa gorzowskiego.
We wsi znajduje się neogotycki kościół z lat 1862–1863 oraz zabytkowy neoklasycystyczny dwór z 1901 r.

## Położenie
Zgodnie z podziałem fizycznogeograficznym Polski według Kondrackiego teren, na którym położony jest Racław należy do prowincji Niziny Środkowoeuropejskiej, podprowincji Pojezierza Południowobałtyckiego, makroregionu Pradolina Toruńsko-Eberswaldzka oraz w końcowej klasyfikacji do mezoregionu Kotlina Gorzowska.
Miejscowość położona jest 10 km na zachód od Gorzowa Wielkopolskiego. Wieś posiada owalnicowy układ zabudowy.

## Demografia
Ludność w ostatnich 3 stuleciach:

## Historia
| Właściciel              | Lata                  |
| ----------------------- | --------------------- |
| cystersi z Mironic      | 1300 – ?              |
| Splinter                | przed 1337 – 1368?    |
| Hasso von Wedel         | przed? 1350 – 1354    |
| Betkin von Ost(en)      | 1354 – ?              |
| von Wedel               | 1368 – ?              |
| Baldewin Stal           | 1403 – ?              |
| die Horker (⅓ wsi)      | przed 1449 – po 1499  |
| von der Marwitz (⅔ wsi) | przed 1517 – 1674     |
| domena w Mironicach     | 1674 – przed 1849     |
| Wolter Welle            | przed 1849 – po 1879  |
| von Carnap-Bornheim     | po 1879 – przed? 1896 |
| Polensky                | przed? 1896 – 1945    |

- 1250 – margrabiowie brandenburscy z dynastii Askańczyków rozpoczynają ekspansję na wschód od Odry; z zajmowanych kolejno obszarów powstaje następnie Nowa Marchia
- 17.03.1290 – prawdopodobna pierwsza wzmianka; w tym dniu przebywał w miejscowości Ratecsana (identyfikowanej z Racławiem) margrabia Albrecht III wystawiając przywilej dla Pełczyc[8]
- 22.05.1300 – margrabia Albrecht III, przebywając w Kłodawie, funduje filię klasztoru w Kołbaczu o nazwie Locus coeli (Miejsce Nieba, potem Himmelstedt, obecnie Mironice) i uposaża ją 15 wsiami, w tym Racławiem (Razlevesdorp)
- 1337 – wzmianka w księdze ziemskiej margrabiego brandenburskiego Ludwika Starszego pod nazwą Razzeldorp (w ziemi gorzowskiej): Razzeldorp XLVI mansos, dos II, Ecclesia I, pactus VIII solidos, pueri Splinteri tenent et habent VI mansos pro seruicio et adhuc sunt inpubes, Taberna soluit XV solidos[9] – Racław liczy 46 łanów, wolne od ciężarów podatkowych są 2 łany parafialne, 1 łan kościelny, pacht płacony rycerstwu przez chłopów wynosi 8 szylingów, nieletnie dzieci Splinterów są zobowiązane do służby konnej z 6 łanów[10], opłata karczmy wynosi 15 szylingów.
- 11.12.1350 – Hasso von Wedel otrzymuje dochody w owsie w lesie wsi Racław i Jenin (merice villae Raczelstorp et Koningen) z tytułu swych obowiązków wójtowskich w Nowej Marchii[11]
- 24.09.1352 – Hasso von Wedel, z powodu kłopotów finansowych, zastawia miastu Gorzów wieś Racław (Ratzstorff) za 145 grzywien
- 3.01.1354 – przy ostatecznym rozliczaniu z kosztów zarządzania wójtostwem strzelecko-gorzowskim 3 I 1354 r. Betkin von Osten, wierzyciel margrabiego na 12 350 grzywien srebra, ma jednak zwrócić Puszczę Dankowską (nadaną mu w czerwcu 1353 r.) w zamian za bedę (podatek łanowy) z Bronowic, Buszowa, Bobrówka, Lichenia, Lipich Gór, Wawrowa, Baczyny oraz wieś Racław koło Gorzowa[12]
- 1368 – po śmierci Elżbiety, wdowy Splinter, a następnie żony Mikołaja von Sacka, margrabia Otto nadaje Wedlom z Krzywnicy ekspektatywę na dochody w Racławiu
- 1403 – wieś zostaje zakupiona przez Baldewina Stala, wójta Nowej Marchii, za kwotę 1400 grzywien „oczek zięby” (niem. Finkenaugen)
- 1449, 1486, 1499 – wzmianki o rodzie die Horker, który posiada ⅓ wsi
- 21.11.1517 – list lenny elektora Joachima stwierdza, że Claus, Melchior i Hans von der Marwitz ze Smolnicy, Zachariasz i Kaspar z Marwic, Piotr z Grzymiradza i Otto ze Stanowic posiadają do wspólnej ręki m.in. ⅔ wsi Racławice (Rastorf)[13]
- 1674 – Moritz Werner von der Marwitz dokonuje z elektorem brandenburskim zamiany swojej części wsi Racław na Jenin; Racław zostaje przyłączony do domeny w Mironicach
- 1737–1740 – zbudowano kościół szachulcowy
- 1801 – wieś liczy 317 mieszkańców i 39 gospodarstw; jest tu sołtys lenny, 13 chłopów pełnorolnych, 5 zagrodników, 1 budnik, 13 komorników, karczma z prawem warzenia piwa (niem. Braukrug), kuźnia; kościół jest filialnym parafii w Marwicach[3]
- Przed 1849–po 1879 – właścicielem dóbr racławskich jest Wolter Welle[14][15]
- 1862–1863 – zbudowano kościół w stylu neogotyckim, na miejscu poprzedniego
- Po 1879 – dobra racławskie przechodzą w ręce barona von Carnap-Bornheim z Janczewa[16]
- Po 1896 – właścicielem majątku racławskiego jest Fabian Polensky; rodzina Polensky posiada go do 1945 r.[16]
- 1945 – rozpoczyna działalność szkoła podstawowa, biblioteka i świetlica wiejska; pierwszym sołtysem (do 23.09.1945) zostaje Niemiec, Alex Zucker, który wykonuje wytyczne Rosjan zarządzających wówczas majątkiem oraz polskiego wójta gminy Bayersdorf (Baczyna)
- Po 1945 – majątek ziemski zostaje znacjonalizowany, zespół folwarczny przejmuje Państwowe Gospodarstwo Rolne w Baczynie
- 15.11.1946 – w wyniku zmian administracyjnych Racław przechodzi z gminy Lubno do gminy Bogdaniec
- 1954 – w wyniku podziału gmin na Rady Gromadzkie, Racław wraz z Łupowem i Jeninem utworzyły gromadę z siedzibą w Łupowie
- II 1956 – założenie Rolniczej Spółdzielni Wytwórczej „Przełom”, do której przystąpiło 23 rolników
- 1957 – rozwiązanie Rolniczej Spółdzielni Wytwórczej „Przełom”
- Początek lat 90. XX w. – likwidacja szkoły podstawowej w Racławiu

## Nazwa
Ratecsana (?) 1290, Razlevesdorp 1300, Razzeldorp 1337, Rastorf 1517, Ratzdorf 1944; Racław 1947

## Administracja
Miejscowość jest siedzibą sołectwa Racław.

## Architektura
- Kościół pw. Matki Bożej Szkalplerznej – w stylu neogotyckim, zbudowany w latach 1862-1863 na planie prostokąta o wymiarach 19×12 m, murowany z kostki granitowej uzupełnionej cegłą, z dostawioną wieżą od zachodu zwieńczoną wysokim strzelistym hełmem, od wschodu zaś zamknięty pięciobocznym prezbiterium z ceglanymi przyporami. Budowla nakryta jest dwuspadowym dachem, ściany szczytowe zwieńczono ceglanymi sterczynami. W ścianach korpusu umieszczono podłużne okna w ostrołukowych obramieniach. W nawie pozostawiono odkrytą więźbę dachową, natomiast prezbiterium przykryto sklepieniem krzyżowym. Zachowana została empora muzyczna z 2 połowy XIX w., wsparta na ośmiu drewnianych słupach. Na wieży dzwon z 1500 r. o średnicy 73 cm (uszkodzony, nieczynny).

W 1945 r. po zajęciu wsi przez wojska radzieckie wnętrze świątyni zostało doszczętnie zniszczone. Najprawdopodobniej podczas remontowania kościoła na początku 1948 r. zaginął jeden z dwóch zabytkowych, 500-letnich dzwonów. 23.06.1945 r. kościół poświęcony został jako rzymskokatolicki, wchodząc w skład parafii ojców kapucynów w Gorzowie; od VI 1951 r. należał do parafii św. Trójcy w Wieprzycach, od 7.06.1976 r. do parafii św. Apostołów Piotra i Pawła w Baczynie. W 1975 r. przeprowadzono gruntowny remont wnętrza, m.in. wstawiono nowy ołtarz oraz z chóru usunięto resztki starych organów. W 1998 r. wykonano podłogę pod ławki i prezbiterium, ułożono posadzkę z terakoty, wykonano prace konserwacyjne ławek i konstrukcji chóru. Na przełomie 2011/2012 r. wykonano naprawę wieży, uszkodzonej wskutek burzy.
- Neoklasycystyczny dwór z 1901 r. – budynek dwukondygnacyjny na planie prostokąta, nakryty dwuspadowym dachem. Po północno-zachodniej stronie dworu znajduje się trzykondygnacyjna czworoboczna wieża z klatką schodową; dziewięcioosiową elewację frontową rozdziela centralnie umieszczony trzyosiowy ryzalit poprzedzony gankiem i zwieńczony trójkątnym tympanonem, z widoczną w jego polu winną latoroślą i datą budowy dworu; tympanon z elewacji tylnej zawiera floralną dekorację z kartuszem i inicjałami ówczesnego właściciela „JK”. We wnętrzu dworu, na suficie sali balowej i holu zachowały się elementy skromnego wystroju sztukatorskiego w postaci owalu i rozgwiazdy, jak również interesująca oryginalna stolarka drzwiowa wraz z supraportami. W latach 1988–1991 oraz 2003 przeprowadzono remonty budynku. Wpisany do rejestru zabytków pod numerem L-374/A z 24.05.1991[19]. Obecnie założenie folwarczne w Racławiu wraz z dworem znajduje się w zasobach Agencji Nieruchomości Rolnych OT w Gorzowie i jest dzierżawione przez osobę prywatną.

- Pozostałości założenia folwarcznego – stodoła oraz ceglane i szachulcowe budynki inwentarskie z końca XIX w./początku XX w.

- Cmentarz ewangelicki (pow. ok. 0,4 ha)

## Edukacja i nauka
Uczniowie uczęszczają do szkoły podstawowej w Jeninie i gimnazjum w Bogdańcu.

## Religia
Kościół rzymskokatolicki pw. Matki Bożej Szkalplerznej jest filialnym parafii św. Apostołów Piotra i Pawła w Baczynie.

## Gospodarka
W 2013 r. liczba zarejestrowanych podmiotów gospodarczych wyniosła 2, są to osoby fizyczne prowadzące działalność gospodarczą:
| Dział                                      | Ilość |
| ------------------------------------------ | ----- |
| rolnictwo, leśnictwo, łowiectwo i rybactwo | 1     |
| przemysł i budownictwo                     | 0     |
| pozostała działalność                      | 1     |